# 兵庫県立西宮香風高等学校
兵庫県立西宮香風高等学校（ひょうごけんりつ にしのみやこうふうこうとうがっこう）は、兵庫県西宮市にある公立高等学校。

## 概要
定時制（多部制）課程・普通科（単位制）であり、県内では兵庫県立飾磨工業高等学校に次いで2校目である。阪神間では本校の他に2012年（平成24年）開校の兵庫県立阪神昆陽高等学校がこの方式を採っている。

### 教育目標
1. 多様な価値観を認めあい、ともに学ぶことのできる人を育てる。
2. 多様な学習ニーズに応え、自ら学ぶ姿勢を育み、「確かな学力」を身につけさせる。
3. 社会的自立に向けたキャリア形成を、家庭・地域との連携のもと支援する。

## 沿革
西宮市立西宮高等学校の定時制課程が分離開校した西宮市立西宮西高等学校を県に移管の上、兵庫県立東神戸高等学校、兵庫県立尼崎南高等学校、兵庫県立武庫高等学校の県立定時制3校を集約統合して兵庫県立西宮香風高等学校となった。西宮市内にある全9校の公立高校の中で一番新しい。

### 年表
- 2001年1月1日 - 兵庫県立西宮香風高等学校が開校。
- 2004年3月31日 - 統合前4校が閉校。

## 基礎データ

### 所在地
- 兵庫県西宮市建石町7番43号

### 設置学科
- 普通科

### 通学区域
- 県下全域

### アクセス
- 阪神本線香櫨園駅より徒歩10分
- 阪神本線西宮駅より徒歩15分
- JR神戸線さくら夙川駅より徒歩15分
- 阪急神戸線夙川駅より徒歩25分

## 学校関係者と組織

### 学校関係者一覧
- 多田悦子 - 女子プロボクサー、旧西宮西高校卒。
- 河谷昇悟 - バスケットボール選手。
- 中井龍 - プロボクサー。
- 堀池空希 - プロボクサー。
- 村地翼 - プロボクサー。